# ロックマンX DiVE
『ロックマンX DiVE』（ロックマンエックス ダイヴ、英: ROCKMAN X DiVE / Mega Man X DiVE）は、カプコングループのカプコン台湾により開発されたスマートフォン向けゲームアプリ。基本プレイ無料（アイテム課金制）。2023年9月27日にサービス終了した後、オフライン版（有料）では2023年9月1日に配信開始された。

## 概要
「ロックマンXシリーズ」の「あのキャラクターをプレイヤーが操作できたら」「あのキャラクター同士が戦ったら、あるいは共闘したら」といった "if" を描くスピンオフ作品。開発はカプコン台湾で行われ、日本のカプコン本社はデザインの監修や品質管理のチェックを担当（日本版運営開始後は運営も担当）。テキストは4ヶ国語（英語・中国語（繁体字）・日本語・タイ語）から選択可能で、ボイスは日本語のみとなっている。
3Dモデルを使用した2Dのアクションゲームであり、従来のシリーズ作品にあったアクション（壁蹴り・ダッシュ・ダッシュジャンプ・ライドアーマー操作など）はすべてオミットせずに実装。また、2段ジャンプとエアダッシュ（空中ダッシュ）が標準で使用可能。操作はスマートフォンのタッチパッドの他、Bluetoothなどでコントローラーを接続して行うことも出来る。その他、キャラクターや武器などを強化する要素や、協力プレイやPvPといったマルチプレイ環境も実装されている。
2019年9月にクローズドベータテストが行われたのち、2020年3月24日より東アジア圏向けに運営開始、同年10月26日から日本でも運営開始された。日本版はテキストが日本語のみである以外はアジア版と実装内容に違いはなく、期間限定のイベントなども同時期に実施される。2021年8月16日よりアメリカ・カナダ・イギリス・アイルランドの4ヶ国で運営を開始した。
日本・アジアのオンライン版は2023年9月27日13時をもってサービスを終了。北米・欧州のオンライン版は2024年7月30日を持ってサービス終了した。

### オフライン版
課金要素を廃した買い切り版となる『ロックマンX DiVE オフライン』が2023年9月1日より配信開始。オフライン版はオンライン版のプレイデータ引き継ぎ要素は無く、独立したゲームとして扱われている。対応機種はiOS、Android、PC（Steam）。
下記に後述するオンライン版のみの要素と対人プレイヤーに関するスキルはオフライン版に存在せず、いくつか変更されている。

## ゲームモード
協力プレイと対戦はマルチプレイ、それ以外はシングルプレイとなっている。また、最初に選択可能なのはストーリー（ノーマル）のみで、プレイヤーのレベルが上昇するごとに選択できるモードが増えていく。他プレイヤーとの交流する要素（対戦・協力プレイ・レイドボス・DNAポータル）はオンライン版のアプリのサービス終了するのと同時に廃止となる。
ストーリー
従来のシリーズ作品のようにステージを攻略していくモード。
1つのステージは6つに区切られており、3つ目（中盤）および6つ目（最奥）にボスキャラクターが登場する。ステージ中でミスをすると区切りからリトライとなるが、専用のアイテムを消費することでその場復活も可能。
なお、ステージ中の敵を倒しても各種回復アイテムなどは出現せず、その代わりステージ各所に、一定時間ステータス（攻撃力など）が上昇するアイテムや、収集した数に応じて報酬が手に入るアイテム「ディープエレメント」が配置されている。
本モードはステージ選択ではなく、ステージ1から一定の順序で攻略していく。また同じステージでも「ノーマル」と「ハード」が存在し、それぞれ敵やアイテムの内容・配置が異なっている。
1度クリアしたステージは何度でも再挑戦可能で、規定の条件（一定時間内にクリア等）を全て満たしてクリアすると、以降「スキップダイブ」によってステージをプレイせずにクリア報酬のみ得ることが可能となる（ただし、通常のクリアでないと得られない報酬も一部存在）。
チャレンジ
BOSSチャレンジ
他のモードで登場したボスキャラクターとのみ戦うモード。ストーリーモードと同様の条件で「スキップダイブ」も可能。
ヤコブ
『ロックマンX8』で登場した軌道エレベーター「ヤコブ」をモチーフにしたモードで、1階層につき1ステージが割り当てられ、クリアによって上層を目指して行く。
タイムアタック
ストーリーモードの中から選ばれた1ステージのクリアタイムを、ランダムに選ばれた他のプレイヤー3人と競うモード。対象となるステージや競争相手となるプレイヤーは日ごとに変わる。
DNAポータル（オンライン版のみ）
一定のレベルを満たすとプレイ可能になる、専用のスタミナを消費してマップを踏破していくモード。プレイヤーが保持するハンタープログラムと武器を登録することで回復量は変化する。翌週の月曜日になると、マップの踏破した数とランキングの順位によって貰えるアイテム「DNAポイント」の個数が決まっている。また、翌週月曜日になるのと登録したハンタープログラムと武器、踏破したマップは全てリセットされる。
イベント
敵の撃破率やタイムアタックなどの目標が定められた専用のステージを攻略。目標の達成率によって報酬が取得できる。
期間限定のイベントステージが現れることもある。
「スキップダイブ」も可能だが、本モードのみ、規定の条件を満たさくても良い代わりに専用の消費アイテムが必要。
オフライン版では、オンライン版と同様のシーズン・スペシャルイベントを含めたミッションが加わり、一定のプレイヤーレベルを満たすとプレイ可能となっている。
協力プレイ（オンライン版のみ）
オンライン上の他のプレイヤーと2人で、1つのステージを同時に攻略するモード。ステージ構成はすべて本モード専用のものとなっている。
対戦（オンライン版のみ）
オンライン上の他のプレイヤーと対戦を行うモード。縦横数画面分のステージ内でお互いに残機を3つ所持し、残機をすべて失った側が敗北。
フリーの対戦とランキング上位を目指すものが存在。
レイドボス（オンライン版のみ）
期間限定で開催されるイベント。サーバーごとに全プレイヤーが与えたダメージの累計が一定値に達すると撃破となり、ダメージを与えたプレイヤーすべてに撃破報酬が支払われる。撃破後は次の周回へ突入するが、周回が増すごとに撃破までの累計ダメージ量が増加していく。

## 強化要素
レベル・総戦力
レベルはプレイヤー自身の基礎戦力値であり、ステージのクリアやデイリーミッションを達成することで得られる経験値が一定値まで貯まるとレベルアップする。
総戦力はプレイヤーの基礎戦力に下記の装備の戦力を足した数値であり、各ステージにはクリアが容易になる目安となる「推奨総戦力値」が設定されている。
ハンタープログラム
下記を参照。それぞれに固有のスキル（任意で使用する「アクティブスキル」が2つに、自動発動される「パッシブスキル」が複数）を所持しており、アイテム消費による強化や取得ができる。
DNAウェア及び消費アイテムのDNAポイントの実装により、ハンターの上部分の固有DNAと下部分のアペンドDNAを取得可能になる。取得するには、DNAウェアを開放されているハンターのみ、ハンターのランクを上げる他、ハンタープログラムの断片とDNAポイントの必要な数が決まっている。アペンドDNAはハンターのランク5までの枠組があり、ランダムでスキルを付与し、付いたスキルを別のスキルをランダムで変更が可能となる。また、取得したアペンドDNAのスキルは別のハンターとリンク可能。DNAウェアが未開放と表示されているハンターは随時実装される。
オフライン版ではミッションの中からDNAポータルが外され、ハンターのDNAウェアは固有スキルのみとなる。固有スキルの取得方法はハンタープログラムの断片とDNAポイントからゼニーの変更となった。
武器
出撃時にメインとサブに1つずつ選択し、戦闘中にいつでも切り替えることができる。以下の5つのカテゴリーに分けられており、専用アイテムの消費による個別のレベルアップ・ハンターと共通のアイテム消費によってスキル獲得と強化が可能。アドスキルの実施により、S以上の一部の武器がランク5に満たすと指定の素材アイテムを使用すると、攻撃力やクリティカル率の上昇や耐性強化等のスキルをランダムに付与し、付いたアドスキルを別のアドスキルをランダムに変更が可能となる。
- バスター：エックスやロックマンの基本武器である腕部一体型の射撃武器。
- マシンガン：ライフルやガトリング砲が含まれる。
- セイバー：斬撃用武器。剣以外に鎌や槍も含まれる。
- インジェクター：炎や毒ガスを放出する腕部一体型武器。
- ランチャー：肩に担いで装備し、ビームやミサイルを発射する。

アーマー
一定レベル以上になると開発可能になり、装備することでキャラの（主に防御面の）性能を向上させる。プレイヤー自身のレベルに応じて新たなアーマーの開発と強化が行える。同一ランクで揃えることでステータスにボーナス補正が入る。開発時の性能はランダム（☆1・☆2・☆3の内のどれか一つ）で決定する。
オフライン版ではランダム要素が無くなり、必ず☆3のものが開発されるようになった。
BOSSチップ
作中で戦うボスキャラクターが描かれたチップ。武器ごとに1つずつ装備可能で、攻撃や被ダメージなど一定条件を満たすとボスに応じた特殊効果が発動する。一部のチップは装備可能な武器カテゴリーが限定されている。
ダイヴカード
これまでのシリーズの様々なイラスト（キャラクター・パッケージ・イメージビジュアルなど）が描かれたカード。ハンターごとの成長度合いに合わせて1~3枚装備でき、基本ステータス向上の他、指定されたカードの組み合わせなどの一定条件を満たすとカードが持つパッシブスキルが発動する。
オフライン版では、ダイヴカードの購入は専用のコインからゼニーの支払いの変更となった。オンライン版で未登場だったダイヴカードはオフライン版でいくつか登場するようになった。
ダイヴトリガー
メイン武器とサブ武器に1つずつ、同時に2つまで装備可能な「必殺技」。素材アイテム「トリガー学習システム」を使用することでレベルとステータスを上げられる。一定以上までトリガーレベルを上げると次のスキルを解放できる。広範囲への強力な攻撃・キャラ性能の一時的な向上・ライフ回復などが可能。発動は1ステージにつきそれぞれ1回のみだが、一部のモードではオミットされる。
断片
ハンタープログラム、武器、BOSSチップ、ダイヴトリガーに各個存在し、ランクアップ、未入手時の獲得に用いられる。ランクを上げる毎にスキルのロック解除、ハンターのダイヴカードの装備上限増加、武器のステータスが向上する。オンライン版のキャラと武器の断片を購入するにはイベント報酬やダイヴカプセルのガチャを引いた時（ハンターはハンターパッチ、武器は武器パッチ）に貰えるようになる。ガチャを行った時にランク別として貰えるパッチの数量は決まっている。
オフライン版ではハンターパッチ・武器パッチの支払いではなくゼニーまたはエレメタルの支払いの変更になった。メインストーリーやヤコブの一定の階層のクリアを満たすと断片購入を解放するようになっている（初回プレイに限り、購入できるキャラ・武器・BOSSチップの購入は限られている。）。
図鑑
キャラ、武器、ダイヴカードを閲覧できる。成長度合いに応じた目標達成によって得られる経験値が一定値まで貯まるとレベルアップし、総戦力値に加算される。
研究所
オンライン版では上記のダイヴトリガーを含まれていた。
アイテム研究所（オンライン版のみ）
現実の決められた時間に応じてAP缶を80個貰える他、1日毎に武器BOXが貰える。アイテム開発のレベルにより、ハンタープログラム・武器・BOSSの断片、ハンターのパッシブスキル及び武器のアドスキルを必要とする素材アイテムを作り出せる。エレメタルを消費することでアイテム開発欄を増やせる（4枠目は有償のエレメタルが必要）。
サブアーム（オンライン版のみ）
一定レベル以上になると解放される、武器を装着することでプレイヤー自身の攻撃力とHPを強化できるシステム。武器の最大スロット数9個、強化LV5の10%まで増加できる。武器の強化レベルとチューンナップに反映する。なお、一つのスロットの強化レベルを上げるには素材アイテムとサブアームの数によって決定する。

## 登場キャラクター
本作の主人公はプレイヤー自身であり、登場人物からは「プレーヤ」の名前で呼ばれる。

### 本作オリジナルキャラクター
本項では、ロックマンXシリーズの世界の住人ではない人物や原作には登場しない人物について記載する。

#### ディープログ
リコ（RiCO）
声 - 上田麗奈
本作のナビゲーター。本作の舞台となる「ディープログ」の管理人で、イレギュラーなデータによって変異したディープログの修復をプレイヤーに依頼する。
女性型レプリロイドのような姿をしているが、そもそもロックマンXシリーズの世界の住人ではなく、本シリーズを明確に「ゲーム作品」と認識し、その世界を外から俯瞰している存在である。
ある理由から自身の出生の秘密を知ってしまい、ある事件を境に自身もハンタープログラム達と共に行動する事を決意する。
本作の通常の姿の他に、季節限定ガチャでは「真紅灯のリコ」「リコ・スターライト」「慶典萬謝のリコ」、プレイヤーのレベル150に満たすと装着可能になるアーマー「ヒーローアーマー」をリコが装着した姿の名称「リコ ダイヴアーマー」が存在する。
ヴィア（ViA）
声 - 武内駿輔
ある程度ストーリーを進めると登場する。リコと同じ「ディープログ」の管理人を名乗るが、彼女と違って固有の姿を持たず、本シリーズの主要キャラクター「ゼロ（シリーズ一作目時点のデザイン）」に似た姿を借りて現れ、その後の本人曰く「本来の姿」というものが存在する。
ゼロとの外見上の主な違いは「メインカラーが白と青もしくは水色」「顔が目以外シルエットになっている」「瞳が猫のように細い」など。また口調も砕けたものとなっている。
登場からしばらくして名称不明のままで、ストーリーを進めることで名前を明らかになった。2023年2月1日から白い長髪を特徴とする素顔を明かすことになり、「ViA■」という名称で実装された。
リコがハンタープログラム達と共に行動しようと決意した事で、その決意が本物かどうか試すために戦いを挑み、敗れた後はその後の経過をアイコに報告し、共に観察する事になる。
アイコ（iCO）
声 - 上田麗奈
ディープログでデータの修復中にプレイヤーとリコが遭遇した、どことなくリコに似た姿をしている。
ヴィアと共にリコやプレイヤーを監視している存在で、時には何かを欺くためにプレイヤーとリコに敵対する行動もとる。
本作の通常の姿の他に、季節限定ガチャでは「アイコ・スタールージュ」「碧海装甲のアイコ」、『モンスターハンター』のコラボによるゴア・マガラを模したオリジナルの姿「ゴア・アイコ」、プレイヤーのレベル160に満たすと装着可能になるアーマー「レジェンダリーアーマー」をアイコが装着した姿の名称「アイコ ダイヴアーマー」が存在する。
ドロワクレール（Droitclair）
声 - 宮木南美
アンジュピトール、エラトネールと共にディープログの崩壊とプレイヤーの抹殺を目論む謎の存在。愛称は「ドロワ」。情緒が不安定なため、リコの説得に心を動かされたが、エラトネールによって用済みとされてしまい自爆プログラムを発動され消滅した。ハンタープログラムとして登場するのは彼女のデータから再構成されたものであり、本人ではない。
アンジュピトール（Angepitoyeir）
声 - 彩月ちさと
ドロワクレール、エラトネールと共にディープログの崩壊とプレイヤーの抹殺を目論む謎の存在。突如現れた三姉弟・三兄弟の末っ子でもある。愛称は「アンジュ」。エラトに対して妄信的に信じ、ドロワクレールの消滅もプレイヤーのせいだと勝手に敵視する。
エラトネール（Eratoeir）
声 - 井上喜久子
ディーブログの崩壊を目論んでいる黒幕で、ドロワクレールとアンジュピトールの姉にあたる存在。愛称は「エラト」。

#### レプリロイド
渾然たるアイリス（Iris Another）
声 - 遠藤綾
原作には登場しないアイリスとカーネルの2つの要素を併せ持ったレプリロイド。本編中ではプレイヤーが集めたデータをもとに生まれた存在で、通常のカーネル・アイリスとは別キャラクターとなる。
カイ（χ / Kai）
「ロックマンユニティ」にて公開されていた水野佳祐デザインのエックスのフィギュアを基にしたオリジナルキャラクター（フィギュアは日本未発売）。
『ロックマンX2』に登場しなかった4人目のカウンターハンター。Dr.ワイリーがエックスの設計図を基に開発していたが、ゼロの完成を優先するために途中で破棄したものを、約100年後にサーゲスが発見して完成させた。

### ハンタープログラム
シリーズに登場したキャラクターを再現したデータ。アクション画面では、これらのキャラクターから選択して操作をする。
一部のキャラクターには（エックスの各種アーマー装着時、シグマの各作品毎の姿など）別のバリエーションがあり、それらには「別キャラクター扱い（スキルなどが全く異なる）」「スキン（既存キャラクターの外見変更版）」の2種類が存在する。バリエーションの中には水着姿や浴衣姿など、期間限定で配布されるものもある。本項目ではバリエーション違いについては省略する。なお、単独のプレイアブルキャラクターではないが、特定の演出やスキル発動時などに登場するキャラクターも数々存在し、本項で併せて記述する（※を付与して表記）。エックスの各アーマーや特殊武器の姿の詳細はXシリーズ作品のエックスの能力を参照。
また、オンライン版ではロックマンXシリーズのみならず、一部の他の作品に登場するキャラクターも、コラボレーションによって入手・使用が可能。『X DiVEオフライン』では、ロックマンシリーズ以外のコラボキャラクターは存在しない。
担当声優は、公式サイト・公式X（旧：ツイッター）にて表記されているキャラクターのみ記載。空欄は非公表。「-」はボイスが実装されていないキャラクター。
| キャラクター名                   | 声優         | 出典                         |
| -------------------------------- | ------------ | ---------------------------- |
| エックス                         | 櫻井孝宏     | 「ロックマンXシリーズ」      |
| ゼロ                             | 置鮎龍太郎   | 「ロックマンXシリーズ」      |
| アクセル                         | 高山みなみ   | 「ロックマンXシリーズ」      |
| VAVA                             | 下崎紘史     | 「ロックマンXシリーズ」      |
| シグマ                           | 麦人         | 「ロックマンXシリーズ」      |
| アイリス                         | 遠藤綾       | 「ロックマンXシリーズ」      |
| エイリア                         | 笠原留美     | 「ロックマンXシリーズ」      |
| パレット                         | 三間はるな   | 「ロックマンXシリーズ」      |
| レイヤー                         | かわたそのこ | 「ロックマンXシリーズ」      |
| シナモン                         | 野中藍       | 「ロックマンXシリーズ」      |
| マリノ                           | 鈴木麻里子   | 「ロックマンXシリーズ」      |
| マッシモ                         | 川津泰彦     | 「ロックマンXシリーズ」      |
| フェラム                         | 小山裕香     | 「ロックマンXシリーズ」      |
| ヴァジュリーラFF                 | -            | 「ロックマンXシリーズ」      |
| マグマード・ドラグーン           |              | 「ロックマンXシリーズ」      |
| カーネル                         |              | 「ロックマンXシリーズ」      |
| ゼロ ナイトメア                  |              | 「ロックマンXシリーズ」      |
| ダイナモ                         |              | 「ロックマンXシリーズ」      |
| ゲイト ナイトメア                |              | 「ロックマンXシリーズ」      |
| ナナ                             |              | 「ロックマンXシリーズ」      |
| Dr.ライト                        |              | 「ロックマンXシリーズ」      |
| ロックマン                       | 福原綾香     | 「ロックマンシリーズ」       |
| ラッシュ※                        | -            | 「ロックマンシリーズ」       |
| ビート※                          | -            | 「ロックマンシリーズ」       |
| ブルース                         | 景浦大輔     | 「ロックマンシリーズ」       |
| ロール                           | 二宮圭美     | 「ロックマンシリーズ」       |
| エディ※                          | -            | 「ロックマンシリーズ」       |
| フォルテ                         | 根本圭子     | 「ロックマンシリーズ」       |
| ゴスペル※                        | -            | 「ロックマンシリーズ」       |
| ロック・ヴォルナット             | 田中真弓     | 「ロックマンDASHシリーズ」   |
| ロール・キャスケット             |              | 「ロックマンDASHシリーズ」   |
| トロン・ボーン                   | 飯塚雅弓     | 「ロックマンDASHシリーズ」   |
| コブン                           |              | 「ロックマンDASHシリーズ」   |
| ロックマン.EXE                   |              | 「ロックマンエグゼシリーズ」 |
| 光熱斗※                          |              | 「ロックマンエグゼシリーズ」 |
| ブルース.EXE                     |              | 「ロックマンエグゼシリーズ」 |
| 伊集院炎山※                      | -            | 「ロックマンエグゼシリーズ」 |
| フォルテ.EXE                     | 根本圭子     | 「ロックマンエグゼシリーズ」 |
| ロール.EXE                       | -            | 「ロックマンエグゼシリーズ」 |
| 桜井メイル※                      | -            | 「ロックマンエグゼシリーズ」 |
| シューティングスター・ロックマン |              | 「流星のロックマンシリーズ」 |
| ハープ・ノート                   | -            | 「流星のロックマンシリーズ」 |
| ブライ                           | -            | 「流星のロックマンシリーズ」 |
| ゼロ（Z）                        | 風間勇刀     | 「ロックマンゼロシリーズ」   |
| シエル                           | 田中理恵     | 「ロックマンゼロシリーズ」   |
| サイバーエルフ※                  | -            | 「ロックマンゼロシリーズ」   |
| サイバーエルフ・レイト※          | -            | 「ロックマンゼロシリーズ」   |
| レヴィアタン                     | 今井由香     | 「ロックマンゼロシリーズ」   |
| コピーエックス                   |              | 「ロックマンゼロシリーズ」   |
| オメガ                           |              | 「ロックマンゼロシリーズ」   |
| ハルピュイア                     |              | 「ロックマンゼロシリーズ」   |
| エール                           | 小林沙苗     | 「ロックマンゼクスシリーズ」 |
| パンドラ                         |              | 「ロックマンゼクスシリーズ」 |
| リコ                             | 上田麗奈     | 「本作オリジナル」           |
| 渾然たるアイリス                 | 遠藤綾       | 「本作オリジナル」           |
| カイ                             | -            | 「本作オリジナル」           |
| アイコ                           | 上田麗奈     | 「本作オリジナル」           |
| ドロワクレール                   | 宮木南美     | 「本作オリジナル」           |
| アンジュピトール                 | 彩月ちさと   | 「本作オリジナル」           |
| ヴィア                           | 武内駿輔     | 「本作オリジナル」           |
| エラトネール                     | 井上喜久子   | 「本作オリジナル」           |
| ViA■                             | 武内駿輔     | 「本作オリジナル」           |

| キャラクター名          | 声優     | 出典                                               |
| ----------------------- | -------- | -------------------------------------------------- |
| ハンターR（カムラノ装） | 渡谷美帆 | 『モンスターハンターライズ』                       |
| ハンターV（禍鎧）       |          | 『モンスターハンターライズ』                       |
| リュウ                  |          | 『ストリートファイターV チャンピオンエディション』 |
| 春麗                    |          | 『ストリートファイターV チャンピオンエディション』 |
| 豪鬼                    |          | 『ストリートファイターV チャンピオンエディション』 |

## 主題歌
Recognize
junによるオフライン版のテーマソング。作詞・作曲はjun、編曲はKT-G。